# هرمان جوکل
هرمان جوکل (انگلیسی: Hermann Jöckel; ۸ اکتبر ۱۹۲۰ – ۲ ژوئن ۱۹۹۱) بازیکن فوتبال اهل آلمان بود.
از باشگاه‌هایی که در آن بازی کرده‌است می‌توان به باشگاه فوتبال آینتراخت فرانکفورت و باشگاه فوتبال مانهایم اشاره کرد.